# Northwest (Washington, D.C.)
Pour les articles homonymes, voir Northwest.
Northwest (NW) D.C. est l'un des quadrants partageant la ville de Washington. Il est situé au nord de la ligne médiane divisant le  National Mall et à l'ouest de North Capitol Street. 
C'est le plus grand des quatre quadrants qui composent la ville (avec NE, SW et SE), et il comprend le CBD, le Triangle fédéral et les musées bordant le côté nord du National Mall, ainsi que les quartiers de Rond-point Dupont, Le Droit Park, Georgetown, Adams Morgan, Glover Park, Tenleytown, Foggy Bottom, Cleveland Park, Mount Pleasant, the Palisades, Shepherd Park, Crestwood, Bloomingdale, et Friendship Heights. 
C'est le seul quadrant accessible par toutes les lignes du métro de Washington. 
Northwest contient de nombreux campus, dont ceux de la American University, de l'université George-Washington, de l'université du district de Columbia, de l'université Howard et de l'université de Georgetown.